# رودني ووكر
رودني ووكر (بالإنجليزية: Rodney Walker)‏ هو مهندس معماري أمريكي، ولد في 15 سبتمبر 1910، وتوفي في 1986.